# Alfred zu Salm-Salm

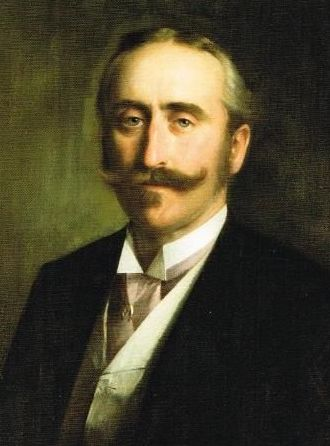
Alfred zu Salm-Salm

 Alfred Ferdinand Stephan Maria Prinz (seit 1908 Fürst) zu Salm-Salm (* 13. März 1846 auf Schloss Anholt; † 20. April 1923 ebenda) war ein Standesherr im Königreich Preußen und Mitglied des preußischen Herrenhauses.

## Biografie
Alfred zu Salm-Salm trat 1863 im Alter von 17 Jahren in das k.u.k. Dragonerregiment „Fürst zu Windisch-Graetz“ Nr. 14 ein. Als Leutnant bzw. Oberleutnant focht er 1864 im Deutsch-Dänischen Krieg und 1866 in Böhmen im Deutschen Krieg. Er erwarb zahlreiche Kriegsauszeichnungen und erklomm den militärischen Rang eines Rittmeisters. Nach dem Ausscheiden lebte er auf Haus Rhede. Nachdem 1908 sein älterer Bruder Leopold zu Salm-Salm ohne legitimen Erben verstorben war, wurde Alfred siebenter Fürst zu Salm-Salm und trat das umfangreiche Familienerbe an. Damit übernahm Alfred zu Salm-Salm auch die der Familie zustehenden erblichen Sitze im westfälischen Provinziallandtag und im preußischen Herrenhaus. Salm-Salm war von 1908 bis zu dessen Auflösung 1918 Mitglied des Herrenhauses, zuletzt als Zweiter Vorsitzender des Hauses.
Alfred zu Salm-Salm widmete sich seit dem Beginn der 1880er Jahre dem umfangreichen Archiv seines Hauses. Im Mai 1898 wurde er zum ersten Stifter der Historischen Kommission für Westfalen. 1912/1913 ließ er für das Salm-Salm’sche Archiv einen Neubau errichten. Es gelang ihm auch, die wild- und rheingräflichen, gräflichen und fürstlichen Salm’schen Archivalien des fürstlich Salm-Horstmar’schen und fürstlich Salm-Kyrburg’schen Hauses in das fürstliche Salm-Salm’sche und fürstlich Salm-Horstmar’sche gemeinschaftliche Archiv in Anholt zu überführen. Außerdem veröffentlichte er eine Reihe historischer Aufsätze.

## Schriften (Auswahl)
- Die Kriegsrelation Vincart’s über das Jahr 1648 im fürstlich Salm-Salm’schen Archiv zu Anholt. Verlag Regenbergsche Buchhandlung, Münster i. W. 1898 (Digitalisat).
- unter dem Pseudonym „Kl. Becker“: Kurzgefaßte Geschichte der Inhaber der Herrlichkeit Anholt seit dem Aussterben des Bronckhorstschen Hauses (1649–1810). In: Westmünsterland. Monatsschrift für Heimatpflege. Temming, Bocholt, Oktober 1919.
- Die Verhandlungen über das Fürstentum Salm und die Wild- und Rheingrafschaft auf dem Friedenskongreß zu Ryswijk 1697. In: Westfälische Zeitschrift – Zeitschrift für vaterländische Geschichte und Altertumskunde. Band 82 (1924), S. 144–151 (PDF).

## Familie
Alfred zu Salm-Salm entstammte dem Familienzweig Salm-Salm der Linie Obersalm der Uradelsfamilie Salm. Die gefürstete Familie Salm-Salm hatte mit dem Reichsdeputationshauptschluss im Ersatz für Territorien in Lothringen zwei Drittel der Ämter Bocholt und Ahaus erhalten, die zusammen mit der bereits im Familienbesitz befindlichen Herrschaft Anholt und den Zuweisungen für das Haus Salm-Kyrburg von 1802 bis 1811 das reichsunmittelbare, dann souveräne Fürstentum Salm bildeten. Nach Mediatisierung des Fürstentums, das 1810/1811 vom Kaiserreich Frankreich annektiert wurde und infolge des Wiener Kongresses seit 1815 zu Preußen gehörte, genossen die Fürsten zu Salm-Salm standesherrliche Privilegien. Die Familie Salm-Salm hatte einen erblichen Sitz im Preußischen Herrenhaus und im westfälischen Provinziallandtag.
Die Eltern von Alfred zu Salm-Salm waren Alfred Konstantin zu Salm-Salm (1814–1886), fünfter Fürst zu Salm-Salm, und Auguste, geborene Prinzessin von Croÿ (1815–1886). Er war das sechste von elf Kindern. Als 23-Jähriger heiratete er am 18. Oktober 1869 in Wien Rosa Gräfin von Lützow (* 31. März 1850 in Hamburg; † 5. Februar 1927 auf Schloss Borohradek in Borohrádek). Dieses Schloss kam über das Erbe der Schwiegertochter Maria Anna von und zu Dalberg in die Familie Salm-Salm. Das Ehepaar Alfred Ferdinand und Rosa hatte mehrere Kinder:
- Emanuel Alfred Leopold Franz Erbprinz zu Salm-Salm (* 30. November 1871 in Münster; † 19. August 1916 gefallen im Ersten Weltkrieg bei Pinsk, damals Russland); verheiratet mit Maria Christina von Österreich-Teschen.

- Marie Emma Henriette Franz Prinzessin zu Salm-Salm (* 20. Februar 1874 auf Schloss Anholt; † 17. August 1966)

- Henriette Franziska Alexia Prinzessin zu Salm-Salm (* 21. Juni 1875 auf Schloss Anholt; † 2. Juli 1961 in Bozen), verheiratet mit Carlo Lucchesi Palli, 10. principe di Campofranco, Herzog von Grazia (1868–1951), Enkel des Ettore Lucchesi Palli.

- Franz Emanuel Konstantin Prinz zu Salm-Salm (* 30. August 1876 auf Schloss Anholt; † 10. Januar 1964 Haus Loburg in Coesfeld), verheiratet mit Maria Anna Freifrau von und zu Dalberg. Franz zu Salm-Salm war der Großvater des jetzigen Eigentümers des Hauses Loburg und Ahnherr des Familienzweiges der heutigen Salm-Salms von Schloss Wallhausen bei Bad Kreuznach.

- Rosa Mathilde Charlotte Leopoldine Prinzessin zu Salm-Salm (* 16. März 1878 auf Schloss Anholt; † 28. August 1963, Kassel-Wilhelmshöhe), verheiratet mit Karl Graf zu Solms-Laubach (1870–1945)

- Alfred Florentin Konstantin Prinz zu Salm-Salm (* 29. November 1879 auf Schloss Anholt; † 19. Januar 1952)

- Augusta Flaminia Ferdinand Prinzessin zu Salm-Salm (* 6. Januar 1881 auf Schloss Anholt; † 31. Mai 1946) in Schloss Herten, verheiratet mit Felix, Graf Droste zu Vischering von Nesselrode-Reichenstein (1871–1953)

- Eleonore Henriette Christi Prinzessin zu Salm-Salm (* 23. Februar 1887 in Kleve, † 13. Juli 1978 in Haus Hombusch, Gut Nesselrode, Mechernich), verheiratet mit Carl Rieniets (1891–1957)